# Fonderie d'art du Val d'Osne
Ne doit pas être confondu avec Osne-le-Val.
La fonderie d'art du Val d'Osne, située au Val d'Osne, écart de la commune d'Osne-le-Val (Haute-Marne), est une fonderie d'art française.
Les ateliers, créés en 1836 par Jean-Pierre-Victor André pour fabriquer du mobilier urbain et de la fonte décorative, sont rapidement devenus la plus importante production de fonte d'art en France, jusqu'au début du XXe siècle. Leur activité a cessé en 1986.
L'entreprise a souvent changé de nom au cours de son histoire : Barbezat & Cie (1855), Société anonyme des Hauts fourneaux et fonderies d'art du Val d'Osne, Société anonyme des établissements métallurgiques A. Durenne et du Val d'Osne (ou Durenne Val d'Osne, 1931), Générale d'hydraulique et de mécanique (1971).

## Historique

### Les débuts

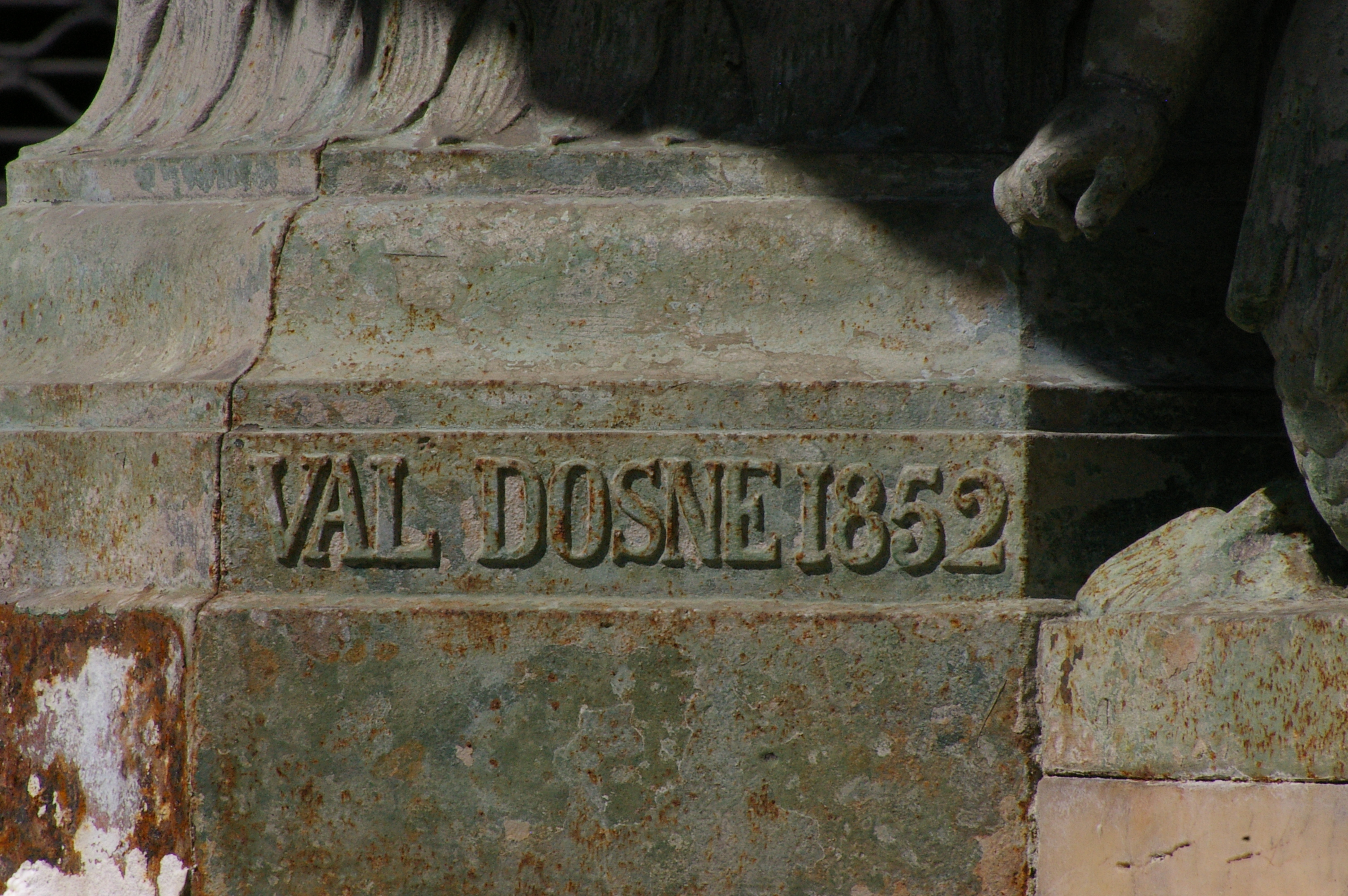
Signature de la fonderie du Val d'Osne sur la fontaine de la place Salengro à Toulouse.

Jean-Pierre-Victor André (1790-1851) s'inscrit dans une longue histoire de marchands de fer, de maîtres de forges, entre Paris, la Haute-Marne et la Meuse.
Pierre-Jérome André, décédé en 1817, est marchand de fer à Paris. Il a deux enfants: Jean-Pierre Victor André (1790-1851) domicilié à Paris, 12 rue Neuve de Ménilmontant, exerçant la profession de négociant à Paris, quai de la Mégisserie ; et Pierre-Philippe André, maître de forge domicilié à Morley  qui a lui-même un fils né à Morley,Victor-Hippolyte André (1826-1891). Ce dernier loue  en 1849 le fourneau de Cousances-les-Forges qu'il achètera en 1872 et lui donnera une spécialité dans la fonte culinaire (cocottes).
En 1818, les deux frères ont pris à bail le fourneau de Morley (Meuse) jusqu'en 1855.
J-P Victor André  a commencé sa carrière comme adjudicataire de la ville de Paris. La pratique du négoce des fers, de la fonderie de fonte (Il a été également régisseur de fonderies à Thonnance-lès-Joinville et Brousseval) lui a donné l'expérience de la production et la connaissance du marché de la fonte d'ornement. Il se fait rapidement remarquer par la qualité de ses productions en Haute-Marne ; puis par la recherche de productivité qui lui permet d'abaisser les prix de ses balcons et fontes d'ornement. L'usine, créée en 1836 a d'emblée été conçue pour la fonte d'ornement. Dès 1827, André et Calla sont remarqués pour leur production comme le note un rapport de la Société d'encouragement de l'industrie national :

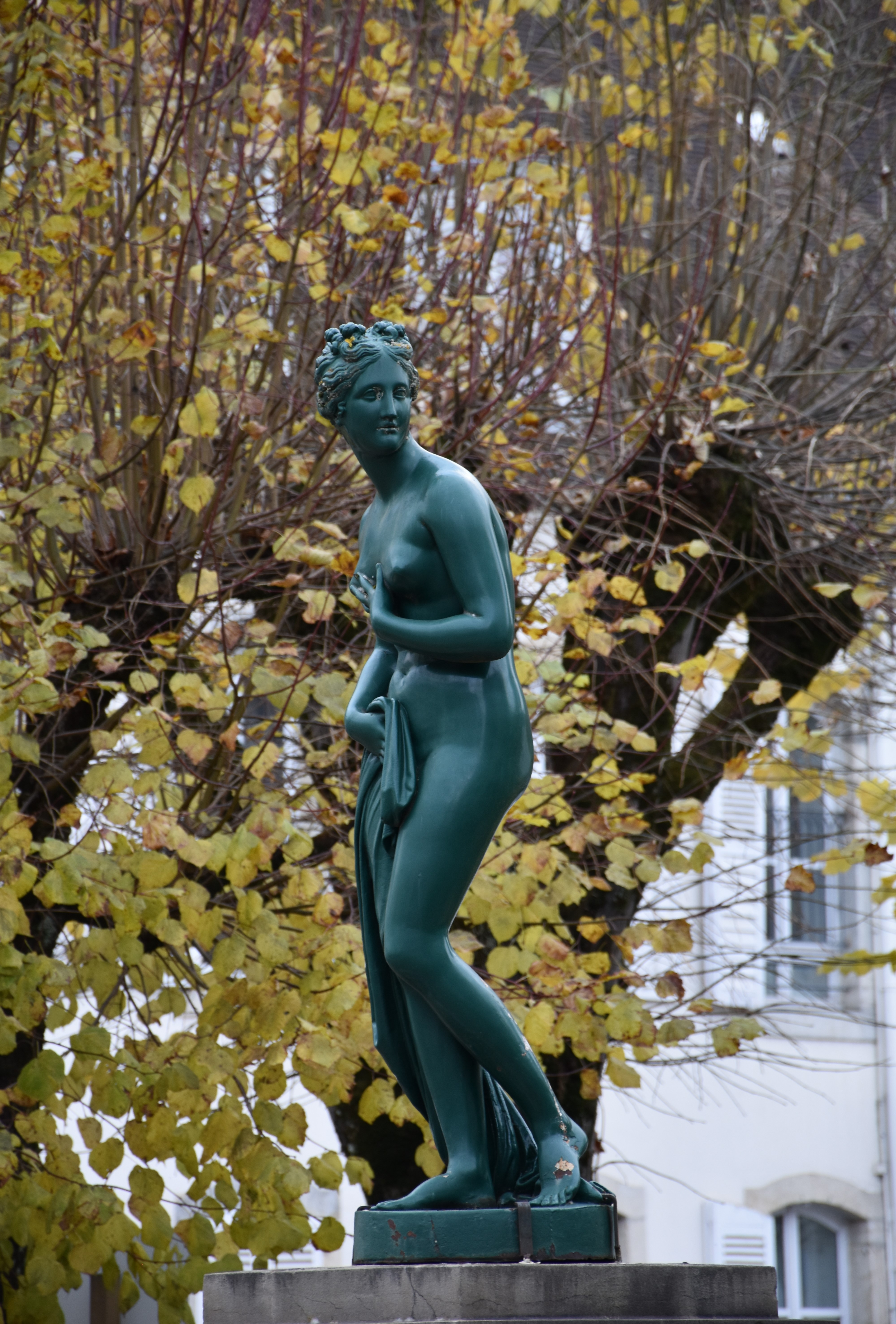
Vénus d’après Antonio Canova (le « Hope Venus ») par la fonderie d'art du Val d'Osne (1844), Lons-le-Saunier, Place Bichat.

« M. André[…]n’a cependant fait parvenir à l’exposition qu’une balustrade de croisée en fonte de première fusion. Cette pièce, dont le prix était de 15 f., indiquait les progrès récents des usines situées en Champagne[…] était tirée des usines de M. André ; leurs prix, peu élevés, et leur bonne exécution les rendaient fort remarquables. »

En 1839, sa réputation est assise :

« L’établissement de M. André est depuis longtemps connu dans le commerce : ses fontes moulées sont estimées pour leur bonne exécution et leur qualité. M. André a, le premier, introduit, dans le département de la Haute-Marne, le moulage en sable ; en remplacement du moulage en terre, bien plus long et bien plus dispendieux. Cette amélioration s’est bientôt répandue : il en résulta une grande diminution dans le prix des fontes moulées. L’établissement d’Osne-le-Val est le plus important en son genre dans la Haute-Marne. Le jury décerne à M. André une médaille d’argent. »

### La grande période

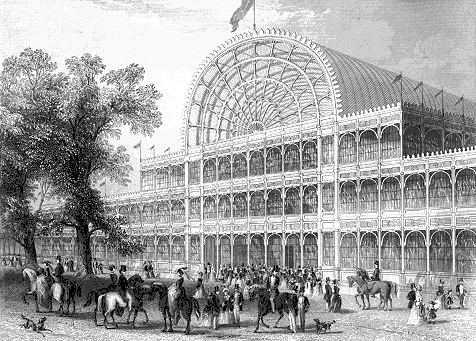
Le Crystal Palace de Londres (1851).

En 1849, la fonderie fait travailler 169 personnes.
L'Exposition universelle de 1851 à Londres au Crystal Palace lui donne la consécration internationale :

« Le Palais de cristal[…]C’est qu’en effet nos fontes surpassaient toutes les autres par la pureté des formes, l’élégance et la netteté des dessins et le fini des surfaces au sortir du moule. M. André, du Val-d’Osne, l’un des lauréats pour la grande médaille, avait exposé une fontaine d’une construction et d’un moulage admirables. Son alligator, sa cheminée, son bois de lit, présentaient un coulage tellement parfait, qu’on avait de la peine à croire que ces objets n’avaient pas reçu la moindre retouche, mais se trouvaient tels qu’on les avait sortis du moule. Son bois de lit surtout excitait l’admiration des connaisseurs par les bas-reliefs qui l’ornaient et dont l’élégance et la belle venue rendaient le plus honorable témoignage du talent de l’artiste et de l’habileté et des connaissances du mouleur et du fondeur. »

En 1855, Gustave Barbezat rachète la fonderie, qui devient alors Barbezat et Cie, et dès l'année suivante fait construire un second haut-fourneau. La société s'agrandit. En 1860, elle est équipée de cinq machines Wilkinson.
Présente à l'Exposition universelle de 1900, la fonderie d'art du Val d'Osne conçoit la même année, dans des styles très différents, les quatre grands ensembles en bronze doré du pont Alexandre-III et les entourages Art nouveau conçus par Hector Guimard pour le métro de Paris.

### Après la Première Guerre mondiale
La fonte d'ornement n'est plus à la mode : la fonderie d'art du Val d'Osne connaît une dernière grande activité avec la production de monuments aux morts, et un catalogue spécial est édité en 1921. Mais ensuite, la fonderie évoluera de plus en plus vers de la  production industrielle, même si elle continue à proposer des statues et des fontaines. Après des mutations successives — notamment l'achat par son concurrent, les Établissements Durenne en 1931, mais qui gardera le nom prestigieux —, elle disparaîtra en se fondant au sein de la Société générale de fonderie, puis en 1971 de la Générale d'hydraulique et de mécanique (GHM). Elle cesse son activité en juillet 1986. 
Actuellement, l'édition de produits issus du catalogue du Val d'Osne comme les fontaines Wallace se poursuit, ainsi que des entourages Guimard pour la RATP (entrées de métro), des candélabres, du mobilier urbain.

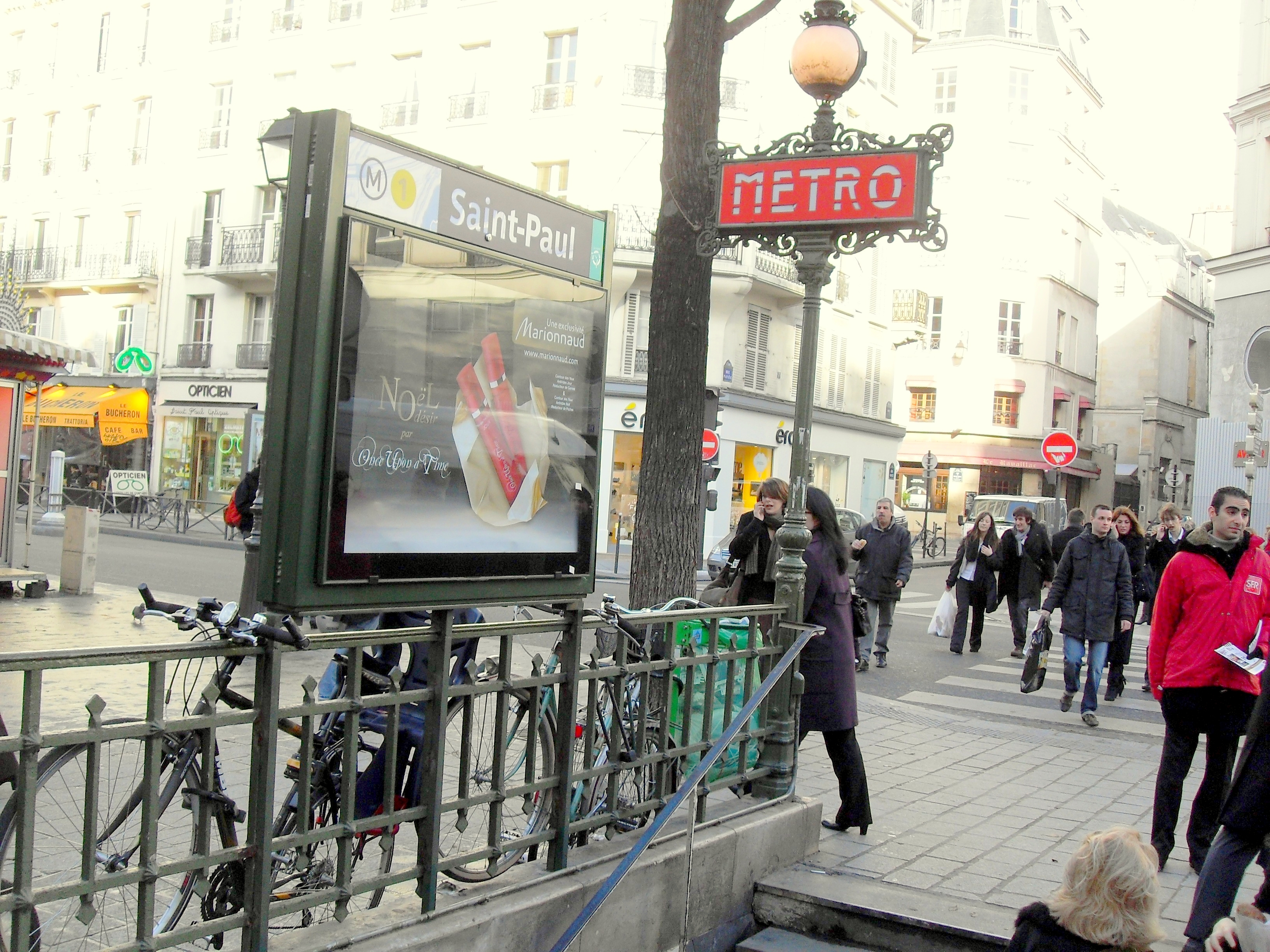
Station de Métro Saint Paul - Le Marais à Paris, ornée d'un candélabre Val d'Osne.
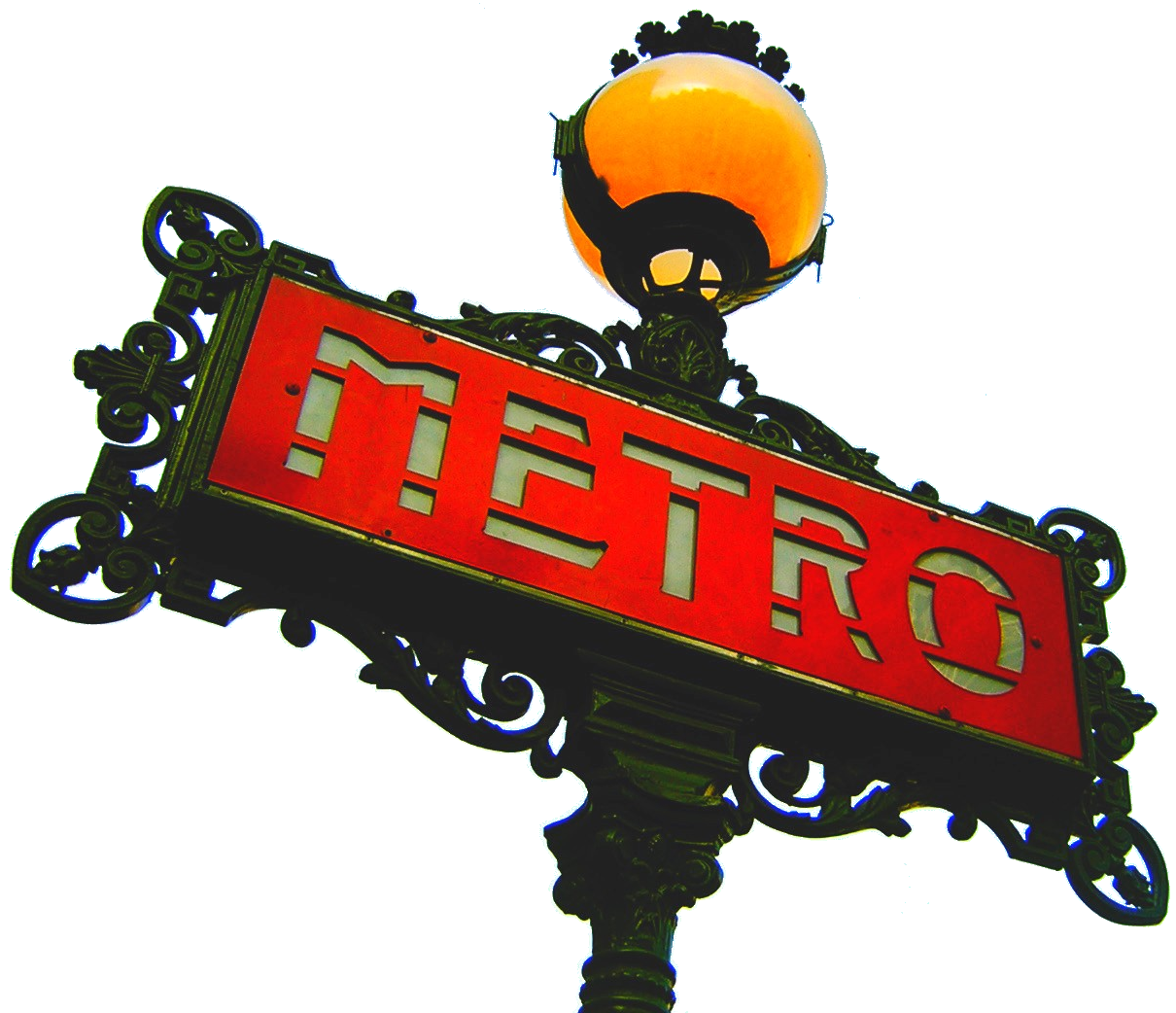
Candélabre Val d'Osne.
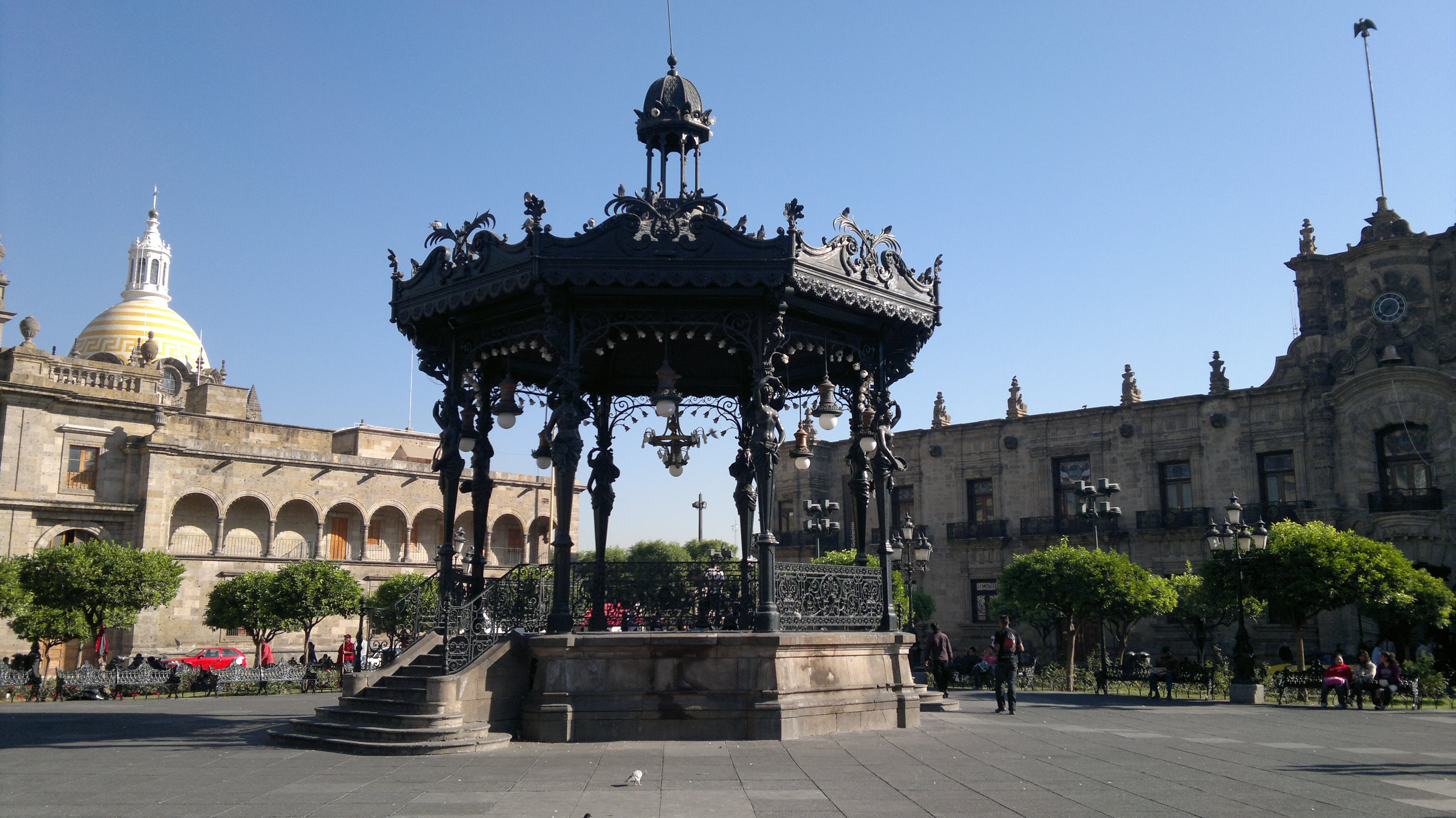
Kiosque à Guadalajara (Mexique), construit en 1910, à l'occasion du centenaire de l'indépendance du pays.
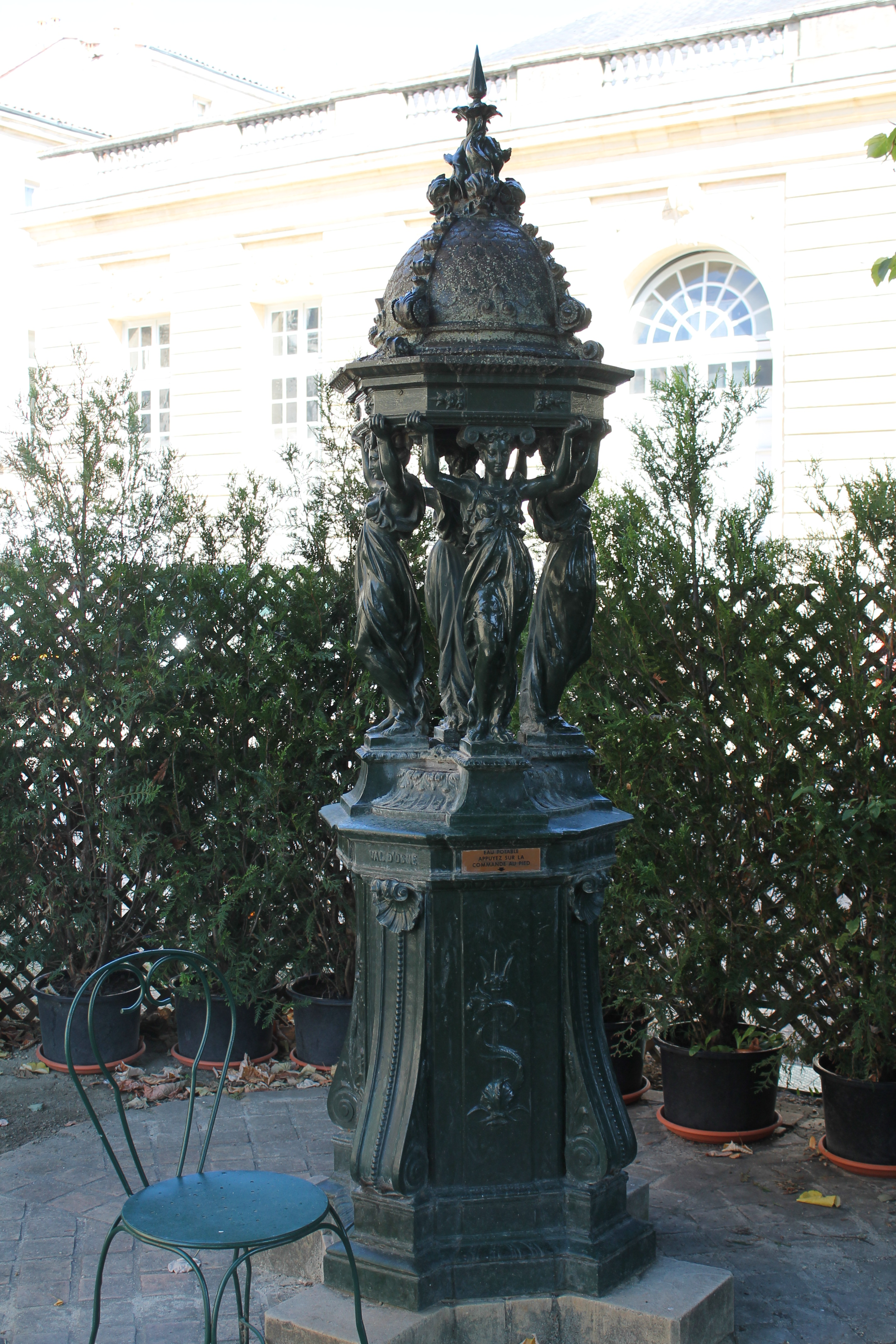
Fontaine Wallace à Bordeaux.
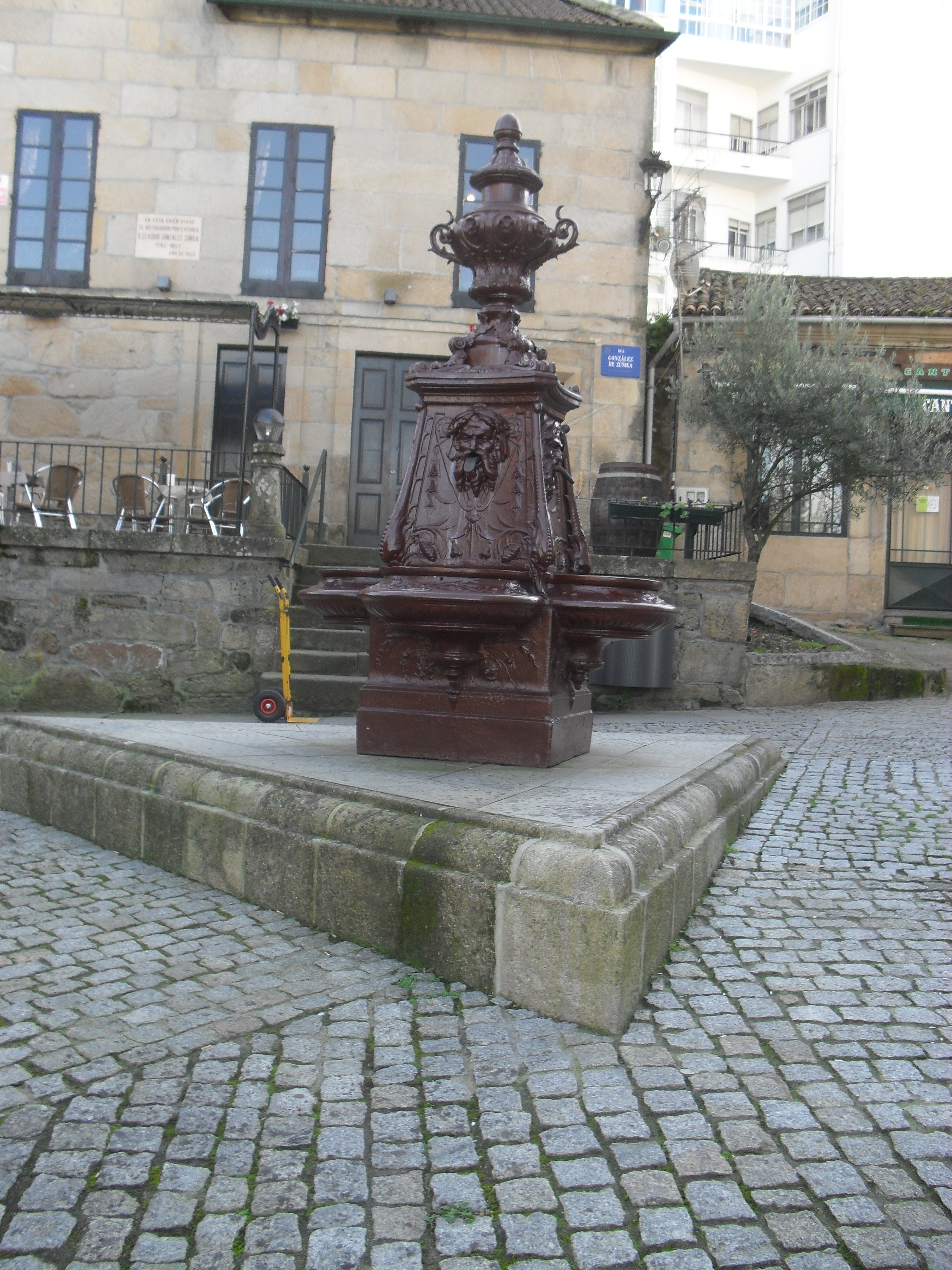
Fontaine Val d'Osne à Pontevedra, Espagne.

## Le site du Val d'Osne

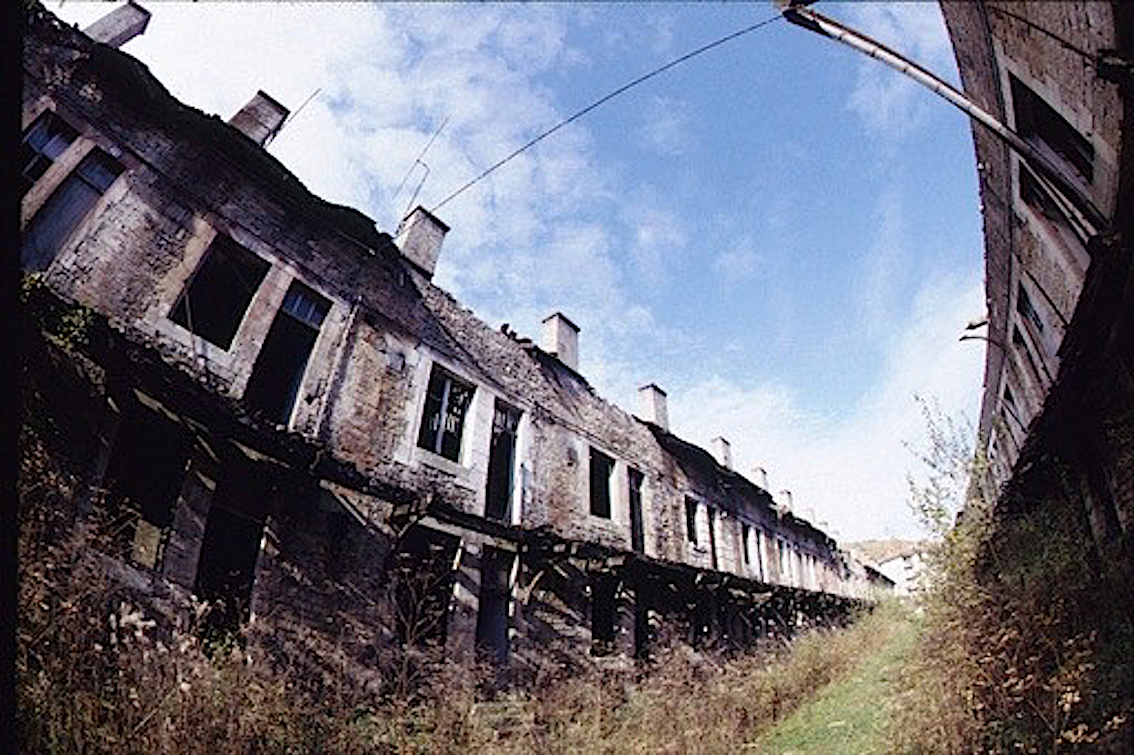
Etat en 1990 de la rue Barbezat (habitat ouvrier) alors laissée à l'abandon, pillée avant mise en vente.

Après l'arrêt de l'usine en 1986, le site de la fonderie à Osne-le-Val a subi d'importantes dégradations ; vente à des ferrailleurs, pillage, destructions (comme la rue Barbezat et son habitat ouvrier).

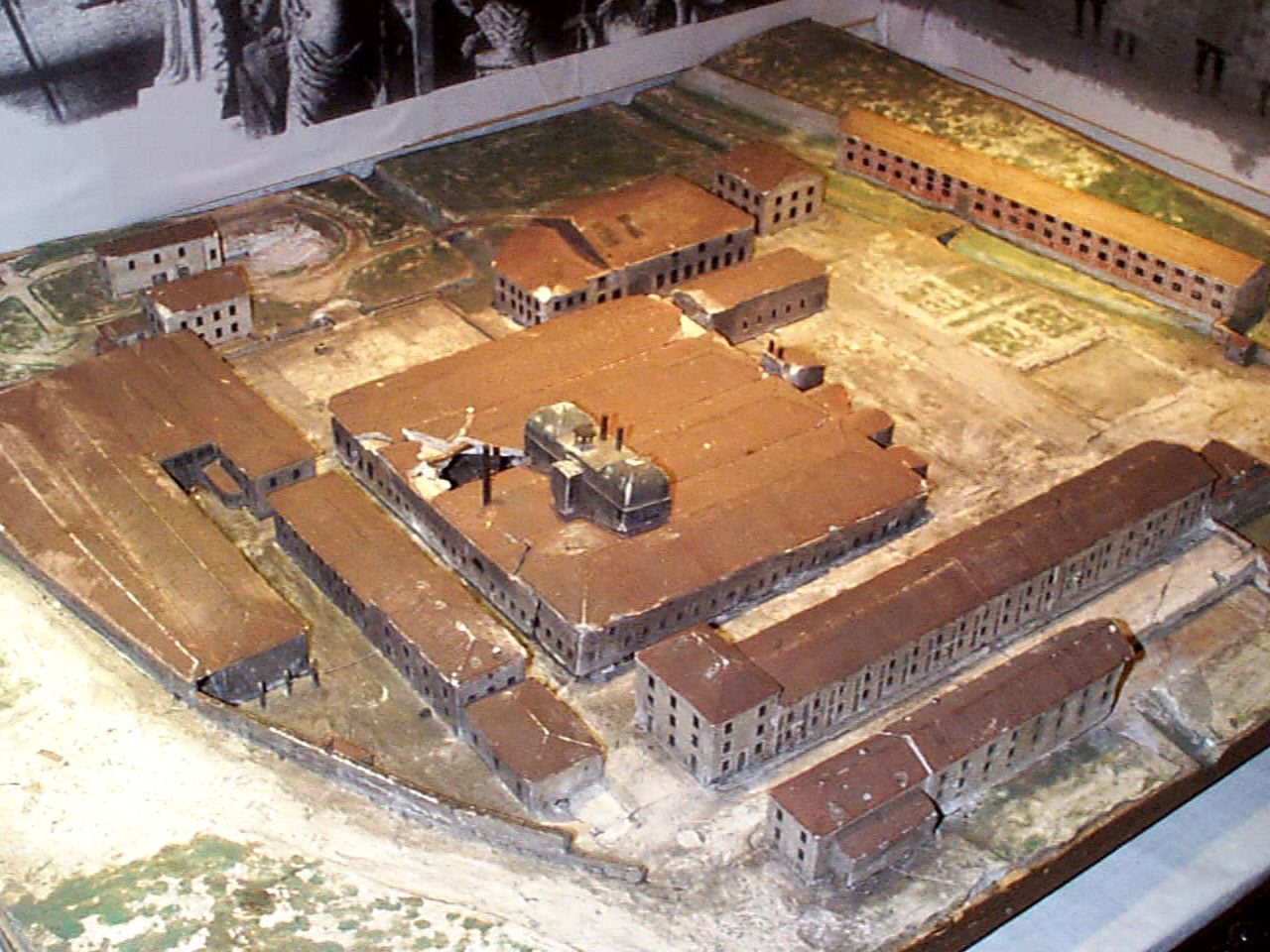
Maquette du site du Val d'Osne ; les bâtiments de production et à droite en bas la rue Barbezat (habitat ouvrier) qui a été livrée à la démolition.

Une association (les Compagnons de l'Histoire) s'est créée pour tenter de sauver ce patrimoine, la mémoire de la fonderie d'art. Ses moyens limités n'ont pas permis d'enrayer le processus, sauf pour la partie mémorielle  autour de l'histoire et de la diffusion des fontes d'art du Val d'Osne. 
Le site a été acheté par l'ANDRA en 2014 au titre des fonds de développement local (CLIS) lié à l'implantation à Bure (Meuse) du site de stockage des déchets radioactifs.  Les parties subsistantes ont été restaurées dont le haut-fourneau. A l'occasion des Journées du patrimoine 2023, le site a pu être visité et le résultat des travaux présenté au public. Dans cette publication, l'Andra écrit : "L’exploitation future du site est encore au cœur de réflexions. Le site sera prochainement cédé à la commune d’Osne-le-Val, qui décidera de son avenir. Vocation muséale, lieu de rencontres, espace de loisirs... plusieurs options sont sur la table".

## Production de la fonderie

### Équipement urbain, fontaines, statuaire profane et religieuse
Les catalogues du Val d'Osne comprennent des milliers de pages et dans chaque page, des dizaines de produits peuvent parfois être décrits et illustrés. Parmi les plus représentatifs figurent :
- le volume no 2 : fontes d'art[10] ;
- le volume no 3 : fontes religieuses[11];
- le volume de 1921 : monuments aux morts[12],[13].

### Sculpteurs édités par la fonderie
- Mathurin Moreau, qui a été à la fois un grand créateur de statues fort appréciées par la clientèle et diffusées largement dans le monde, ainsi qu'un petit actionnaire de la fonderie, ce qui montre l'imbrication de l'art et de l'industrie.
- Charles Théodore Perron, médaille de deuxième classe en 1899 et mention honorable en 1900 lors de l'exposition universelle. Il est médaille de première classe à l’exposition de 1910.
- Charles-Henri Pourquet, auteur notamment de Résistance, une sculpture pour les monuments aux morts, dont plusieurs centaines d'exemplaires seront coulés par la fonderie Val d'Osne[14].
- Isidore Bonheur.
- Édouard Delabrièrre.
- Jean Gautherin.
- Michel Joseph Napoléon Liénard.
- Jean-Baptiste Révillon.
- Hippolyte Heizler[15].
- Charles du Passage.
- Louis Richomme (en religion frère Marie Bernard)[16].